# Байбаков, Иван
Иван Байбаков — дьяк и дипломат при дворе царей Михаила Фёдоровича и Алексея Михайловича.
В 1646 году дьяк Иван Байбаков, при царе Алексее Михайловиче отправлен был послом в Голландию вместе со стольником Ильей Даниловичем Милославским, для того, чтобы предложить Республике Соединённых провинций Нидерландов утвердить продолжающуюся между ними и Россиею дружбу и любовь, приискать в российскую службу офицеров и разных мастеровых людей и изъяснить жалобу на тульских заводчиков Акема и Марселиса. 
10 сентября они отправились, из Архангельска в Гагу, куда прибыли 19 ноября и вскоре были допущены к князю Оранскому. Пробыв в Гаге около полугода, И. Байбаков с товарищами вернулся и 9 октября 1647 года подал царю грамоты Республики Соединённых провинций Нидерландов с просьбами о привилегиях для голландцев и извинениями за Акема и Марселиса. 
С 1651 года Иван Байбаков был судьёй Московского судного Приказа; а в 1654 году находился в Приказе денежного и хлебного сбора.
В декабре 1661 года, в ходе Русско-польской войны, Байбаков был послан собирать ратных людей.
В 1662 году, после истечения Валиесарского перемирия заключенного в ходе Русско-шведской войны 1656—1658 гг., Иван Байбаков находился в Новгороде в комиссии по размежеванию Русского царства с Швецией согласно Кардисскому мирному договору, который обязывал Россию вернуть Швеции все ливонские и ингерманландские завоевания, подтвердив условия Столбовского договора. Кардисский мир оставался в силе вплоть до начала Великой Северной войны в 1700 году.